# 민해경 전집
민해경 전집은 대한민국의 가수 민해경의 1989년 발매한 네번째 베스트 앨범이다. 박건호가 프로듀서로 참여한 앨범이다.

## 앨범의 특징
민해경의 1,2,3,4집 베스트만을 뽑아서 만든 CD로 출반된 앨범.

## 트랙 리스트
| #   | 제목                        | 작사   | 작곡   | 편곡 | 재생 시간 |
| --- | --------------------------- | ------ | ------ | ---- | --------- |
| 1.  | 〈어느 소녀의 사랑이야기〉  | 박건호 | 이범희 | 3:42 |           |
| 2.  | 〈슬픈 약속〉               | 박건호 | 이범희 | 3:42 |           |
| 3.  | 〈그대와 피아노〉           | 박건호 | 김재일 | 3:01 |           |
| 4.  | 〈변명〉                    | 박건호 | 김재일 | 4:08 |           |
| 5.  | 〈누구의 노래일까〉         | 박건호 | 이범희 | 3:16 |           |
| 6.  | 〈깊어지거라〉              | 박건호 | 이범희 | 2:57 |           |
| 7.  | 〈서기 2000년〉             | 박건호 | 외국곡 | 3:31 |           |
| 8.  | 〈사랑의 절정〉             | 박건호 | 외국곡 | 4:08 |           |
| 9.  | 〈고교생 일기〉             | 박건호 | 김성진 | 2:35 |           |
| 10. | 〈사랑이 남긴 것〉          | 박건호 | 김재일 | 3:40 |           |
| 11. | 〈바다와 연인〉             | 박건호 | 김재일 | 3:22 |           |
| 12. | 〈80년대의 연인들〉         | 박건호 | 이범희 | 3:38 |           |
| 13. | 〈누가 이 비를 멈춰주려나〉 | 박건호 | 김재일 | 3:06 |           |
| 14. | 〈물바람〉                  | 박건호 | 김재일 | 4:25 |           |
| 15. | 〈슬픈 영화는 싫어요〉      | 박건호 | 외국곡 | 3:01 |           |
| 16. | 〈그대는 나그네〉           | 박건호 | 이범희 | 3:20 |           |

## 같이 보기
- 민해경 디스코그래피